# Regine Hildebrandt
Regine Hildebrandt z domu Radischewski (ur. 26 kwietnia 1941 w Berlin-Mitte, zm. 26 listopada 2001 w Woltersdorf) – niemiecka polityk i biolog, działaczka Socjaldemokratycznej Partii Niemiec (SPD), minister pracy i spraw socjalnych NRD (1990), w latach 1990–1999 minister pracy i spraw socjalnych Brandenburgii.

## Życiorys
Córka pianisty Waltera Radischewskiego (1905–1978) i jego żony Gertrud Hinz (1908–1997). Spędziła dzieciństwo w Berlinie. W latach 1959–1964 studiowała biologię na Uniwersytecie Humboldtów w Berlinie, gdzie w 1968 uzyskała doktorat.
Po studiach rozpoczęła pracę w dziale farmakologii VEB Berlin-Chemie, gdzie pełniła funkcję zastępcy kierownika oddziału badań nad lekami. W latach 1978–1990 kierownik w Centralnym Urzędzie ds. Cukrzycy i Chorób Metabolicznych w Berlinie.
Podczas przewrotu politycznego w NRD Hildebrandt zaangażowała się w ruch obywatelski Demokracja Teraz i wstąpiła do Socjaldemokratycznej Partii NRD. W 1990 w pierwszych wolnych wyborach w NRD została wybrana do Izby Ludowej (niem. Volkskammer) oraz została ministrem pracy i spraw społecznych w gabinecie Lothara de Maizière’a. Jesienią 1990 roku Hildebrandt weszła w skład pierwszego rządu landowego Brandenburgii jako minister pracy, spraw społecznych, zdrowia i spraw kobiet. Pełniła funkcję do 1999 roku, będąc jednocześnie członkiem brandenburskiego Landtagu.
W lipcu 1996 roku ogłosiła, że zdiagnozowano u niej raka piersi. Zmarła na tę chorobę w 2001 roku w wieku 60 lat. Pogrzeb odbył się na leśnym cmentarzu Woltersdorf pod Berlinem.
Od 1966 roku do jej śmierci pozostawała w związku małżeński z pochodzącym z Mazur dziennikarzem Jörgiem Hildebrandtem. Para miała troje dzieci.